# 廖天祥
廖 天祥（りょう てんしょう、1886年 - 没年不詳）は、中国の英語学者、教育者。国立成都大学（現・四川大学）外国語学部長、英文学科教授、四川大学英語学部教授。

## 人物・経歴
1886年生まれ。華陽県（現・四川省成都市）出身。
留学で日本へ渡り、1916年（大正5年）、立教大学文学部を卒業。中国の政治家で嶺南画派の創始者の一人でもある陳樹人とは大学の同級である。
国立成都大学（現・四川大学）の外国語学部英語（英文）学科教授として、英語、英文学の授業を担い、学部長も務めた。日本へ留学した天祥のほか、当時の教師の顔ぶれは豪華で、多くが海外留学を経験した帰国子女の四川省人であった。中国文学の教授はフランス留学した著名な作家の李潔仁と歴史家の孟文通が務め、フランス語の教授はパリ大学で哲学博士号を取得した鄧孟徳が務めた。
成都大学が四川大学となった後も、同大学英語学部教授を務めた。